# Kepler-35
Kepler-35 é um sistema estelar binário localizado a aproximadamente 5.365 anos-luz de distância a partir da Terra, na constelação de Cygnus. Estas estrelas, chamadas de Kepler-35A e Kepler-35B têm massas de 89% e 81% da massa solar, respectivamente, pois ambas são da classe espectral G. Elas são separadas uma da outra em uma distância de 0,176 UA, e completam uma órbita excêntrica em torno de um centro comum de massa a cada 20,73 dias. Este sistema é notável por hospedar um exoplaneta circumbinário, ou seja, o planeta orbita em torno das duas estrelas.

## Sistema planetário
Kepler-35b é um gigante gasoso que orbita as duas estrelas do sistema Kepler-35. O planeta é mais de um oitavo da massa de Júpiter e tem um raio equivalente a 0,728 raio de Júpiter. O planeta completa uma órbita um pouco excêntrico a cada 131,458 dias a partir de um semieixo maior de pouco mais de 0,6 UA, apenas cerca de 3,5 vezes o semieixo maior entre as estrelas-mãe. Devido a proximidade e excentricidade do sistema binário, bem como as duas estrelas têm massas semelhantes acaba resultando um desvio significativamente da órbita do planeta a partir da órbita de Kepler. Estudos têm sugerido que este planeta deve ter sido formado fora da sua órbita atual e migrou para dentro posteriormente.